# Lisa Adler

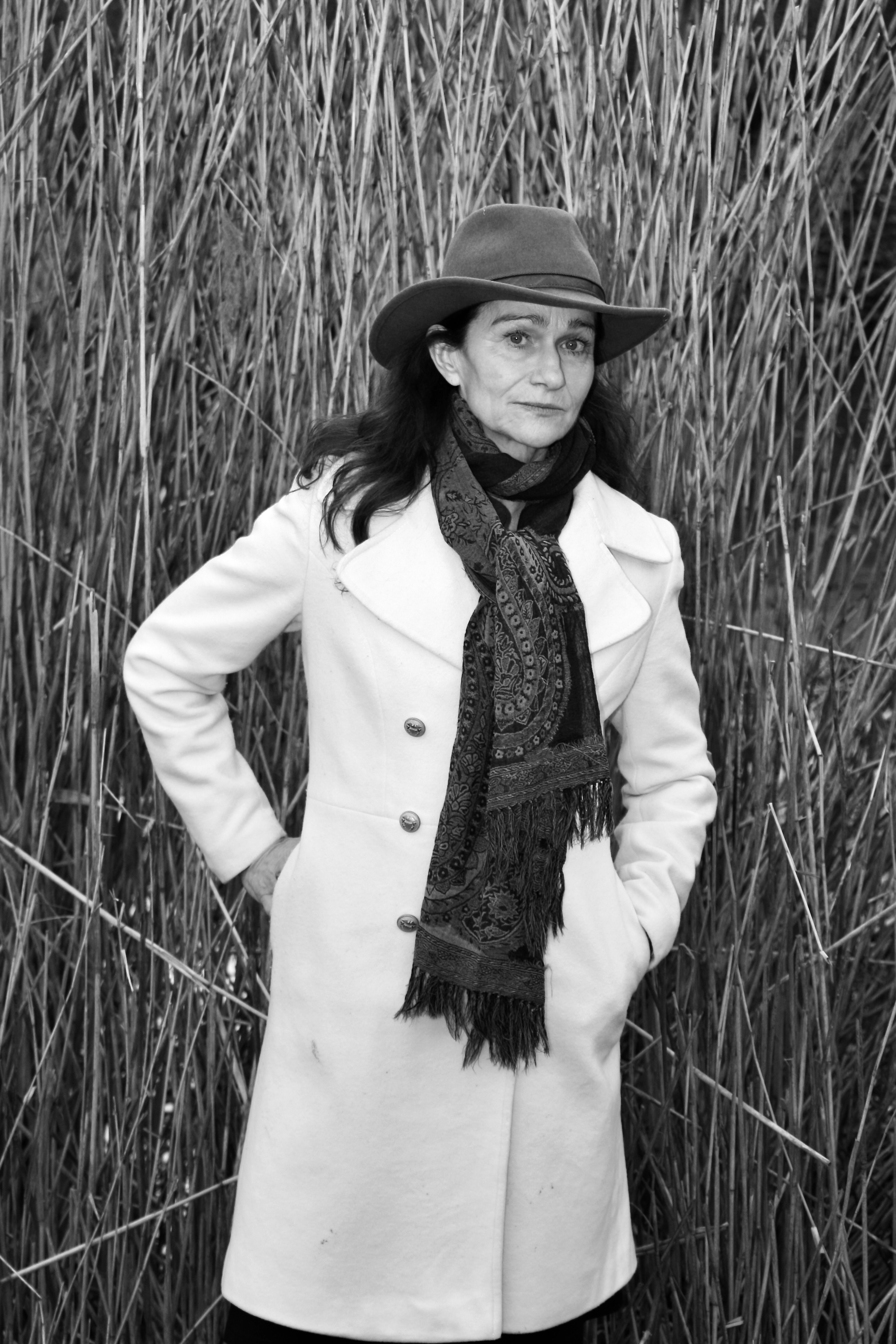
Lisa Adler 2024

Lisa Adler (* 12. November 1962 in Köln) ist eine deutsche Schauspielerin, Coach für Schauspiel und Buchautorin.

## Leben
Lisa Adler absolvierte ihre Ausbildung an der Hochschule der Künste Berlin am Max-Reinhardt-Seminar von 1983 bis 1987 und hatte von da an Engagements an mehreren Bühnen Deutschlands, unter anderem am Schauspielhaus Bremen, der Berliner Scala oder dem Grenzlandtheater Aachen, wo sie in Stücken wie Was ihr wollt, Die schnellste Uhr im Universum oder Klaas Störtebecker zu sehen war.
Ferner wirkte sie in Film- und Fernsehproduktionen mit, unter anderem in Dominique Othenin-Girards Melodram Florian – Liebe aus ganzem Herzen oder der Fernsehserie Die Partner als Lolly. Weitere Auftritte folgten in der Episodenreihe zu Schimanski, Familie Heinz Becker, der ZDF-Serie Siebenstein oder in mehreren Kurzfilmen.
Für die Regie ihres Kurzspielfilms Gero, Gerd und die Großartige (2006–2007) wurde Lisa Adler mehrfach ausgezeichnet.
Adler hat als Sprecherin mehrere Lesungen und Hörbücher, wie beispielsweise beim Westdeutschen Rundfunk, und Werbespots eingesprochen.
2022 erschien ihre Romantrilogie Die Untoten der Uckermark – Liebe für die Ewigkeit im Verlag Mead-Hill.
Lisa Adler lebt in der Uckermark und in Berlin.

## Filmografie
- 1993: Wolffs Revier (Fernsehserie, Regie: Michael Mackenroth)
- 1995: Die Partner (Fernsehserie, Regie: Thomas Jauch)
- 1996: Stadtklinik (Fernsehserie, Regie: Martin Nowak)
- 1997: Muttertag (4. Folge der Fernsehserie Schimanski, Regie: Mark Schlichter)
- 1998: Florian – Liebe aus ganzem Herzen (Regie: Dominique Othenin-Girard)
- 1999: Das Amt (Fernsehserie, Regie: Titus Selge)
- 2001: Wolffs Revier (Fernsehserie, Regie: Arend Aghte)
- 2003: Schmetterlinge im Bauch (100. Folge der Fernsehserie Unser Charly, Regie: Franz-Josef Gottlieb)
- 2003: Abgetaucht (38. Folge der Fernsehserie Familie Heinz Becker, Regie: Gerd Dudenhöffer)
- 2007: Gero, Gerd und die Großartige (Kurzfilm, Regie: Lisa Adler)
- 2007: Katzenleben (Kurzfilm, Regie: L. Lackmann)
- 2008: Rudi und die süße Lina (236. Folge der Fernsehserie Siebenstein, Regie: Arend Aghte)
- 2008: Odyssee der Kinder (Regie: Stephan M. Vogel)
- 2017: Einsamkeit und Sex und Mitleid, (Kinofilm, Regie: Lars Montag)
- 2018: Krügers Odyssee
- 2019: Totgeschwiegen (Fernsehfilm, Regie: Franziska Schlotterer)

## Theatrografie
- Was ihr wollt (Schauspielhaus Bremen)
- Der Besucher (Grenzlandtheater Aachen)
- Die Morde der jüdischen Fürstin (Stükke Theater, Berlin)
- Loriot quer (Berliner Scala)
- Engel in Amerika (Tourneetheater Eurostudio Landgraf)
- Klaas Störtebecker (Husumer Theaterhafen)
- Die Lügen der Papageien (Freie Kammerspiele, Köln)
- Ein Hund in der Tanzstunde (Stükke Theater, Berlin)

## Hörspiele
- 2002: Samuel Shem: House of God (Angel) – Regie: Norbert Schaeffer (Hörspiel – MDR)

## Buchveröffentlichungen
- Die Untoten der Uckermark – Liebe für die Ewigkeit, Teil 1: Kostbares Blut (Autorin), Verlag Mead-Hill Publishing & Media, Boston, Massachusetts, 2022, deutschsprachig, ISBN 979-8848451023
- Die Untoten der Uckermark – Liebe für die Ewigkeit, Teil 2: Heißes Blut (Autorin), Verlag Mead-Hill Publishing & Media, Boston, Massachusetts, 2022, deutschsprachig, ISBN 979-8848747133
- Die Untoten der Uckermark – Liebe für die Ewigkeit, Teil 3: Ruhig Blut (Autorin), Verlag Mead-Hill Publishing & Media, Boston, Massachusetts, 2022, deutschsprachig, ISBN 979-8848748253